# Toms Mežs
Toms Mežs (Liepāja, 7 settembre 1989) è un ex calciatore lettone, di ruolo difensore.

## Carriera

### Club
Mežs ha cominciato la carriera con la maglia del Metalurgs Liepāja: ha esordito nella Virslīga in data 19 agosto 2009, sostituendo Dzintars Zirnis nella sconfitta interna per 0-1 contro lo Skonto. Nel 2010 è stato ceduto in prestito al Gulbene, in 1. Līga.
Tornato al Metalurgs Liepāja nel 2011, l'anno seguente è stato ceduto nuovamente con la formula del prestito, stavolta al Daugava Rīga. Ha debuttato con questa maglia il 24 marzo, nella sconfitta interna per 0-4 contro il Daugava. Il 17 maggio ha segnato la prima rete nella massima divisione locale, nella vittoria per 0-3 arrivata sul campo del Metta/LU.
Nell'estate 2012 è tornato al Metalurgs Liepāja, dove è rimasto per un altro anno e mezzo. Nel 2014 è stato ingaggiato dal Liepāja. Il 21 marzo ha giocato la prima partita con questa casacca, in occasione del successo per 2-1 sul Metta/LU.
Nel 2015 è stato tesserato dallo Spartaks, per cui ha esordito il 15 marzo dello stesso anno nella sfida contro la sua ex squadra del Gulbene. Il 19 agosto ha siglato il primo gol, nel 2-2 contro il Metta/LU.
Libero da vincoli contrattuali, il 24 febbraio 2016 ha siglato un accordo annuale con il Sortland, compagine norvegese militante in 3. divisjon, quarto livello del campionato locale.
Il 18 gennaio 2018 è passato ufficialmente al Finnsnes, a cui si è legato per due stagioni.

### Nazionale
Mežs ha rappresentato la Lettonia a livello Under-21. Il 6 giugno 2009 ha giocato il primo incontro nelle qualificazioni al campionato europeo di categoria del 2011, quando è stato schierato titolare nella vittoria per 4-0 su Andorra.

## Statistiche

### Presenze e reti nei club
Statistiche aggiornate al 18 gennaio 2018.
| Stagione                 | Club                     | Campionato               | Campionato | Campionato | Coppe nazionali | Coppe nazionali | Coppe nazionali | Coppe continentali | Coppe continentali | Coppe continentali | Supercoppe | Supercoppe | Supercoppe | Totale | Totale |
| Stagione                 | Club                     | Comp                     | Pres       | Reti       | Comp            | Pres            | Reti            | Comp               | Pres               | Reti               | Comp       | Pres       | Reti       | Pres   | Reti   |
| ------------------------ | ------------------------ | ------------------------ | ---------- | ---------- | --------------- | --------------- | --------------- | ------------------ | ------------------ | ------------------ | ---------- | ---------- | ---------- | ------ | ------ |
| 2009                     | Metalurgs Liepāja        | VL                       | 7          | 0          | CL              | ?               | ?               | -                  | -                  | -                  | -          | -          | -          | 7+     | 0+     |
| 2010                     | Gulbene                  | 1L                       | 11         | 2          | CL              | 1               | 0               | -                  | -                  | -                  | -          | -          | -          | 1+     | 0+     |
| 2011                     | Metalurgs Liepāja        | VL                       | 7          | 0          | CL              | 1               | 0               | UEL                | 1                  | 0                  | -          | -          | -          | 9      | 0      |
| gen.-lug. 2012           | Daugava Rīga             | VL                       | 16         | 1          | CL              | 1               | 0               | -                  | -                  | -                  | -          | -          | -          | 17     | 1      |
| lug.-dic. 2012           | Metalurgs Liepāja        | VL                       | 16         | 0          | CL              | 3               | 0               | UEL                | 2                  | 0                  | -          | -          | -          | 21     | 0      |
| 2013                     | Metalurgs Liepāja        | VL                       | 15         | 0          | CL              | 0               | 0               | -                  | -                  | -                  | -          | -          | -          | 15     | 0      |
| Totale Metalurgs Liepāja | Totale Metalurgs Liepāja | Totale Metalurgs Liepāja | 45         | 0          |                 | 4+              | 0+              |                    | 3                  | 0                  |            | -          | -          | 38+    | 0+     |
| 2014                     | Liepāja                  | VL                       | 17         | 0          | CL              | 3               | 1               | -                  | -                  | -                  | -          | -          | -          | 20     | 1      |
| 2015                     | Spartaks                 | VL                       | 23         | 2          | CL              | 2               | 0               | UEL                | 4                  | 0                  | -          | -          | -          | 119+   | 4+     |
| 2016                     | Sortland                 | 3D                       | 17         | 2          | CN              | 2               | 0               | -                  | -                  | -                  | -          | -          | -          | 19     | 2      |
| 2017                     | Sortland                 | 3D                       | 23         | 5          | CN              | 4               | 0               | -                  | -                  | -                  | -          | -          | -          | 27     | 5      |
| Totale Sortland          | Totale Sortland          | Totale Sortland          | 40         | 7          |                 | 6               | 0               |                    | -                  | -                  |            | -          | -          | 46     | 7      |
| 2018                     | Finnsnes                 | 3D                       | 0          | 0          | CN              | 0               | 0               | -                  | -                  | -                  | -          | -          | -          | 0      | 0      |
| Totale                   | Totale                   | Totale                   | 152        | 12         |                 | 17+             | 1+              |                    | 7                  | 0                  |            | -          | -          | 176    | 13     |